# Dagoba
Pour l’article ayant un titre homophone, voir Dagobah.
Pour les articles homonymes, voir Dagoba (homonymie).
Dagoba est un groupe de metal industriel et de death metal français, formé en 1997 et originaire de Marseille, dans les Bouches-du-Rhône.
Ils sortent leur premier album intitulé Dagoba en 2003. Il est suivi par un deuxième album, intitulé What Hell Is About (2006), et d'un troisième intitulé Face the Colossus (2008).
Leur septième album Black Nova, sort en 2017 avec la nouvelle formation.

## Biographie

### Débuts etDagoba(1997–2005)
Le groupe Dagoba est formé à la fin de 1997 à Marseille où ses membres se sont connus au lycée. Ses influences musicales sont entre autres Pantera, Machine Head et autres groupes de metal des années 1990.
Le nom du groupe est un hommage à Star Wars : il évoque le nom de la planète Dagobah où vit le sage Yoda dans L'Empire contre-attaque. Vers la mi-1998, le groupe enregistre alors deux démos, bien accueillies par la presse et enchaîne un bon nombre de dates dans la région PACA, se forgeant ainsi une bonne notoriété dans le metal underground.
Au début de 2001, Dagoba signe sur le label Enternote et enregistre son premier EP, Release the Fury, au digipack et au clip remarqué pour une première production. Distribué par Edel / Sony, Release the Fury reçoit un accueil encourageant. Fin de l'année 2002, le second guitariste, Stephan, quitte le groupe. En 2003, ils continuent à quatre et sont désormais distribués par EMI, signés sur Enternote. C'est à ce moment qu'ils sortent leur premier album intitulé Dagoba. L'album est très bien reçu par la presse et le public français (16/20 sur metalorgie.com[réf. nécessaire]) et Dagoba enchaîne les concerts dans toute la France et à l'étranger.

### What Hell Is About(2006–2007)
En février 2006 sort What Hell Is About, lui aussi bien accueilli par la presse spécialisée (16/20 sur metalorgie.com[réf. nécessaire]). En août 2007, Dagoba tourne un clip pour la chanson The Things Within. 

### Face the ColossusetPoseidon(2008–2012)

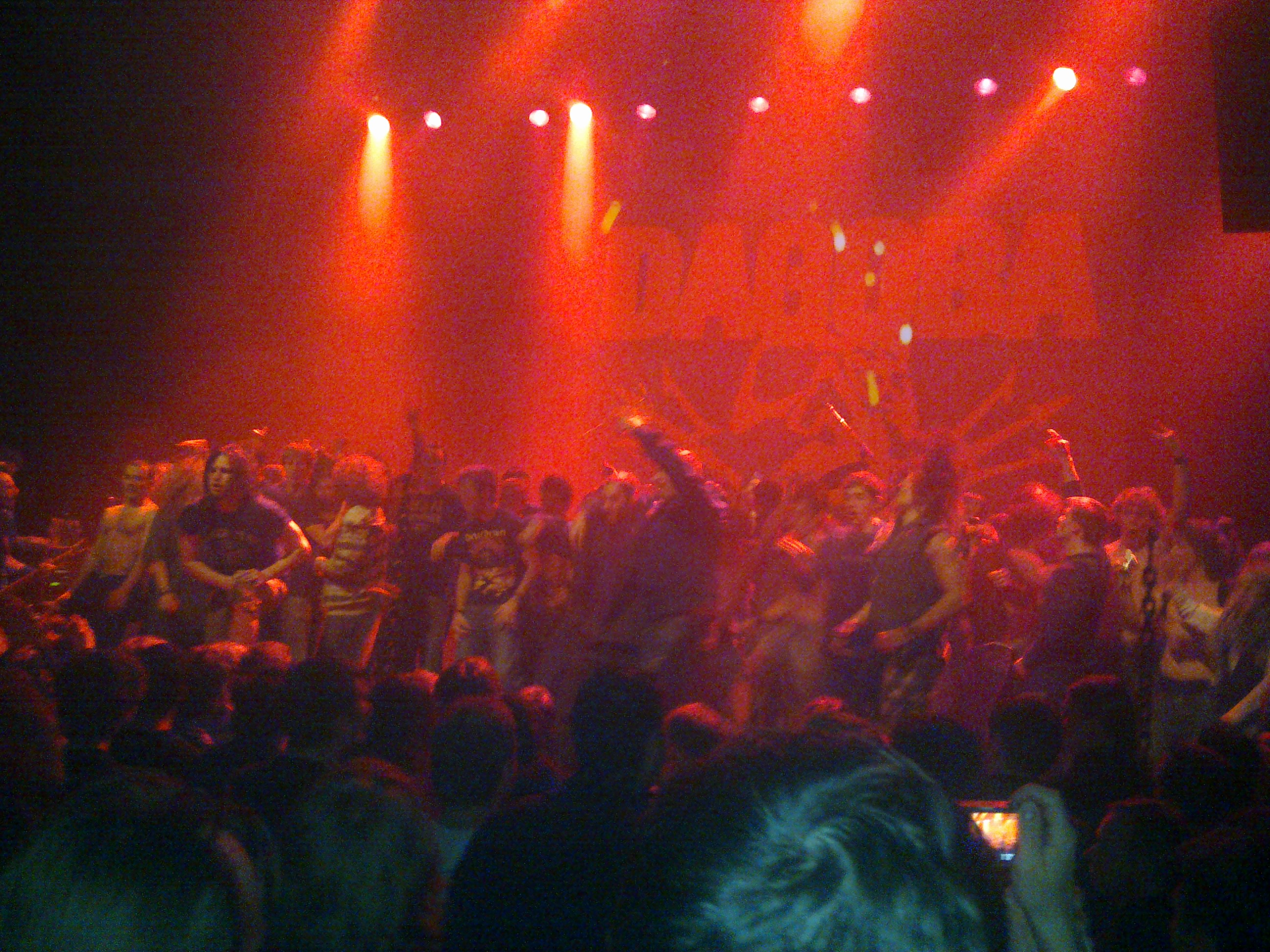
Dagoba invitant des fans sur scène, à La Laiterie, Strasbourg, en 2010.

En mars 2008, le groupe annonce sur leur forum l'approche d'un nouvel album, encore enregistré avec Tue Madsen, qui sortira le 29 septembre 2008 en Europe et le 14 octobre 2008 aux États-Unis. La pochette de ce nouvel album est réalisée par Cecil Kim, concepteur du jeu God of War. Le 10 octobre 2008, le très attendu album sort, il est intitulé Face the Colossus.
En mars 2010, Dagoba signe sur le label XIII Bis Records (Nine Inch Nails, Loudblast, L'Esprit du Clan). Le quatuor retourne à l’Hyperion Studio afin d’enregistrer son quatrième opus, Poseidon. L'album est enregistré par l'ingénieur du son officiel du groupe, Bruno « Brew » Varea et mixé par Dave Chang (Earthtone9, Stampin' Ground, Orange Goblin). L'album sort le 30 août 2010.
Le 22 juillet 2012, Izakar annonce son départ du groupe. Yves Terzibachian alias Z (The Coyotes Dessert, ex-Where Eagles Dare, ex-Caedes) devient le nouveau guitariste.

### Post Mortem Nihil Est(2013–2016)
Le 27 mai 2013 sort le cinquième album studio du groupe, Post Mortem Nihil Est. Cet album sera produit par Logan Mader directement à Los Angeles. Quelques jours plus tard, un clip vidéo est diffusé pour le titre The Great Wonder. En novembre 2013, le groupe décolle pour les États-Unis, où il entame sa première tournée américaine avec Dir En Grey. Le 20 février 2014 sort un second clip vidéo pour le titre Yes We Die issu de leur cinquième album Post Mortem Nihil Est. Le 23 avril 2014, le groupe annonce qu'il partira en tournée européenne avec Epica et Dragonforce.

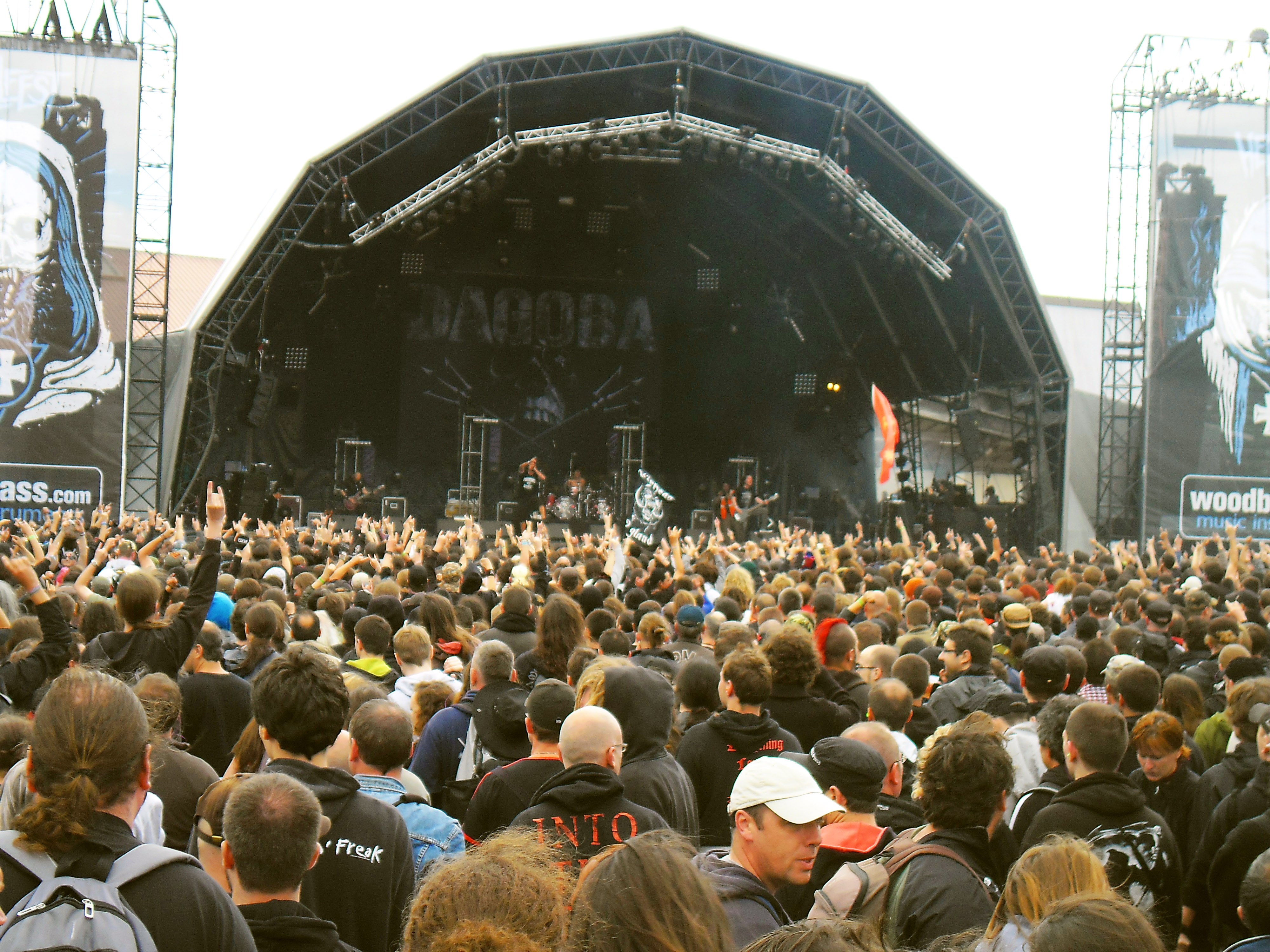
Dagoba au Hellfest 2011.

Le 22 juin 2015 sort Tales of the Black Dawn, sixième album studio du groupe. L'album permet au groupe de partir en tournée européenne avec Moonspell et de jouer pour la première fois de sa carrière au Wacken Open Air en 2016. 

### Black Nova(depuis 2017)

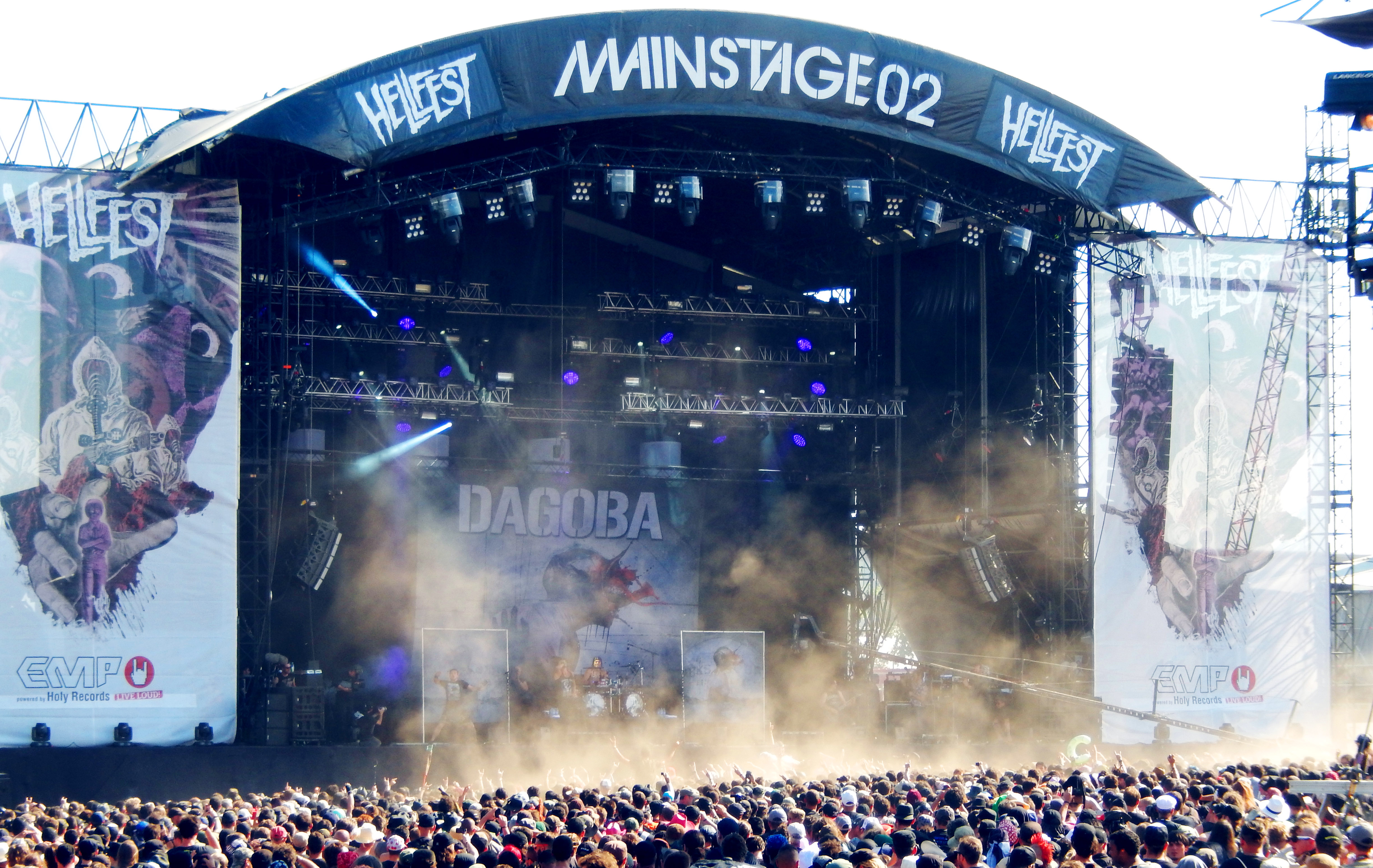
Dagoba au Hellfest 2014.

Le 25 août 2017 sort le septième album studio du groupe, Black nova. Cet album est produit par Jacob Hansen (Epica, Volbeat...) au Danemark. Le groupe signe pour la première fois chez Century Media Records, pour une distribution mondiale de l'album qui sort chez Sony Music/Epic Jive. L'accueil est excellent, étant noté 18/20 sur le site french-metal.com entre autres, et ayant reçu de très bonnes critiques internationales,,.
En parallèle, le groupe se lance dans une nouvelle tournée, comprenant notamment son premier passage au Mennecy Metalfest en septembre 2017, ainsi que son premier passage au Japon la même année.
Le 26 décembre 2017, Richard De Mello, guitariste de Déluge, intègre le groupe. Dagoba participe à une tournée européenne avec Kreator et Vader en janvier 2018.
Le 20 juillet 2021, est publié le single The Hunt, extrait d'un huitième album studio prévu pour le 18 février 2022 : By Night.
En mars 2024, le groupe annonce la sortie de Different Breed, pour le 14 juin chez Verycords.(source)

## Membres

### Membres actuels
- Shaw — chant, samples (depuis 1997)
- Richard « Ritch » De Mello - guitare (depuis 2018)
- Théo Gendron — batterie (depuis 2021)
- Kawa Koshigero — basse (depuis 2021)

### Anciens membres:
- Yves « Z » Terzibachian — guitare (2012–2016)

## Clips vidéos
- Rush
- Another Day
- The White Guy (And The Black Ceremony)
- The Things Within
- Black Smokers (30 août 2010)
- I, Reptile (28 mai 2013)
- The Great Wonder (31 mai 2013)
- Yes We Die (21 février 2014)
- When Winter... (21 mai 2014)
- The Sunset Curse (11 mai 2015)
- Born Twice (15 juin 2015)
- Inner Sun (02 juin 2017)
- Stone Ocean (18 août 2017)
- The Infinite Chase (26 avril 2019)
- The Hunt (20 juillet 2021)
- On The Run (11 janvier 2022)
- Cerberus (11 avril 2024)
- Minotaur (05 juin 2024)